# Jana Köhler
Jana Köhler (Berlín, 11 de enero de 1986) es una jugadora de voleibol de playa retirada alemana.

## Carrera

### Carrera como jugadora
Köhler ha competido en torneos de playa tanto nacionales como internacionales desde 2003. De 2003 a 2007 ganó una serie de medallas en varios campeonatos europeos y mundiales juveniles. En 2009 sufrió una rotura de ligamentos cruzados que la obligó a tomarse un largo descanso.

#### 2010
Con su compañera de playa Julia Sude, ocupó el quinto lugar en el Campeonato de Europa de Berlín a principios de agosto. Una semana después, el equipo Köhler-Sude terminó quinto en el Torneo de la Serie Mundial en Aland/Finlandia. En el Campeonato Alemán de Voleibol de Playa en Timmendorf, ganó con Sude en la final el 28 de agosto contra las campeonas europeas Sara Goller y Laura Ludwig con sets 2:1.

#### 2011
Con un quinto lugar en el Campeonato Mundial de Vóley Playa de 2011 en Roma, Köhler y Sude lograron el mejor resultado alemán. En agosto, Köhler/Sude jugaron en el Campeonato Europeo de Vóley Playa de 2011 en Kristiansand, donde perdieron 2-0 en cuartos de final contra las nuevas campeonas europeas Cicolari/Menegatti. En el campeonato alemán perdieron en la final ante Sara Goller y Laura Ludwig.

#### 2012

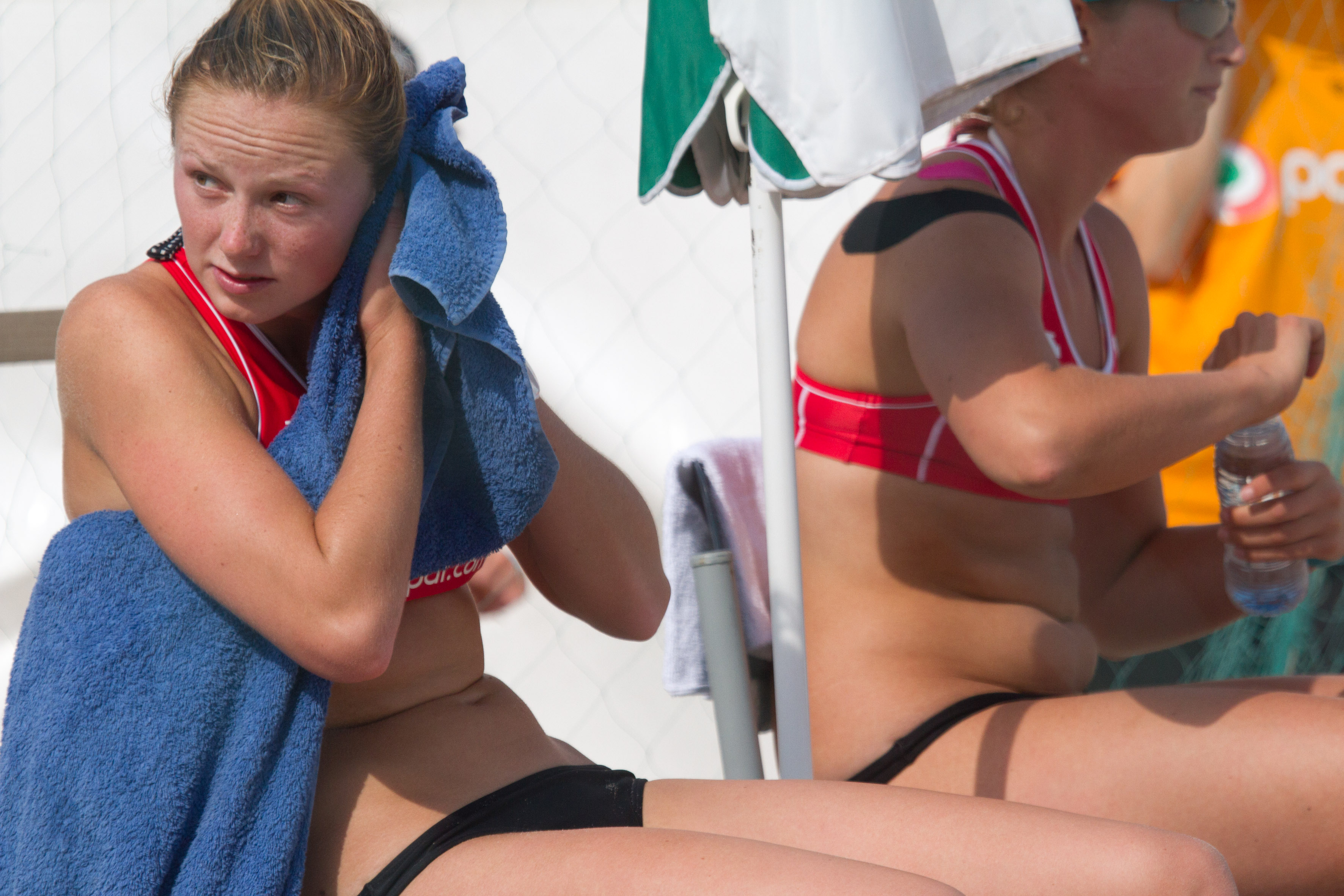
Köhler (derecha) y Anni Schumacher en el Paf Open 2012.

Después de terminar noveno en el Campeonato Europeo de Vóley Playa de 2012 en Scheveningen, Köhler y Sude se separaron. Con su nueva pareja Anni Schumacher, logró tres victorias seguidas en el Smart Beach Tour nacional y un noveno puesto en el Grand Slam de Berlín. En los campeonatos alemanes, Köhler/Schumacher obtuvo el cuarto lugar.

#### 2013/2014
Tanto con Anni Schumacher como esporádicamente con Elena Kiesling, Köhler se situó entre los diez primeros equipos a nivel nacional e internacional. Hubo victorias en torneos en el FIVB Challenger en Seúl (2013 con Kiesling), en el CEV Satellite en Vaduz (2013 con Schumacher), en el Smart Beach Tour en Sankt Peter-Ording (2014 con Schumacher), en la Smart Beach Tour en Núremberg (2014 con Kiesling) y en la cooperativa suiza Beachtour en Rorschach (2014 con Katharina Culav). En los campeonatos alemanes de 2013 y 2014, Köhler/Schumacher ocupó el quinto lugar. Köhler terminó su carrera en septiembre de 2014.

### Carrera como entrenadora
Desde 2015, Köhler ha trabajado como formadora en el Hamburg Beach Center y también en campos de entrenamiento internacionales. De agosto a septiembre de 2017 fue directora deportiva de voleibol de playa en la Federación Alemana de Voleibol.